# Week-end (série télévisée)
Pour les articles homonymes, voir Week-end (homonymie).
Week-end est une série télévisée québécois en 14 épisodes de 25 minutes diffusée entre le 3 juin 1981 et le 1er septembre 1981 sur le réseau TVA.

## Distribution
- Isabelle Lajeunesse : Chantal Duhaime
- Jean-Pierre Bélanger : Jean-Pierre Duhaime
- Jean Coutu : Phonse Brochu
- Danièle Panneton : Johanne Rioux
- Rose Ouellette : Tante Jeanne
- Andrée Boucher : Anne-Marie
- Jean-Pierre Cartier : Alain St-Germain
- Gisèle Dufour : Alice
- Sylvain Giguère : rôle inconnu

## Fiche technique
- Scénarisation : Réginald Boisvert
- Réalisation : Claude Colbert
- Société de production : Télé-Métropole